# Stefania riae
Stefania riae és una espècie de granota que es troba a Veneçuela i, possiblement també, al Brasil.